# Pachygonidia caliginosa
Espèce
Pachygonidia caliginosa est une espèce d'insectes lépidoptères (papillons) de la famille des Sphingidae, sous-famille des Macroglossinae, de la tribu des Dilophonotini et du genre Pachygonidia . C'est l'espèce type pour le genre.

## Description
L'envergure varie autour de 70 mm.
La face dorsale de l'aile antérieure est très semblable à celle de Pachygonidia subhamata, mais le sommet est pointu (sans sinuosité entre Rs3 et Rs4, c'est-à-dire non denté à la fin de Rs4). La marge extérieure est légèrement angulaire au bas de la région creusée au-dessous du sommet, non arrondie (convexe) comme chez Pachygonidia subhamata ou Pachygonidia mielkei.
La face dorsale de l'aile postérieure montre deux bandes médianes transversales de couleur rosée, semblables aux motifs de Pachygonidia mielkei et Pachygonidia subhamata.

## Répartition et habitat
Répartition
L'espèce est connue au Brésil, au Venezuela, en Guyane, en Colombie.

## Biologie
Il y a probablement plusieurs générations par an.
Les chenilles se nourrissent probablement sur Doliocarpus dentatus, Doliocarpus multiflorus et Tetracera hydrophila.

## Systématique
- L'espèce Pachygonidia caliginosa a été décrite par l'entomologiste français Jean-Baptiste Alphonse Dechauffour de Boisduval en 1870, sous le nom initial de Perigonia caliginosa[2].
- Les localités types sont : Honduras et Mexique.

### Synonymie
- Perigonia caliginosa Boisduval, 1870 protonyme
- Perigonia nimerod (Boisduval, 1870)
- Perigonia grandis (Boisduval, [1875])